# Torymus cretaceus
Torymus cretaceus är en stekelart som beskrevs av Graham och Gijswijt 1998. Torymus cretaceus ingår i släktet Torymus och familjen gallglanssteklar.
Artens utbredningsområde är Italien. Inga underarter finns listade i Catalogue of Life.